# Dorcoeax ovalis
Dorcoeax ovalis là một loài bọ cánh cứng trong họ Cerambycidae.